# さよならの祈り/海に沈めて
「さよならの祈り/海に沈めて」（さよならのいのり/うみにしずめて）は、1970年10月10日にキャニオンレコードから発売されたジューク・ボックスのデビューシングルである。

## 概要
キャニオンレコード（当時）の邦楽第1号シングル。
共に1970年代に最初にデビューしたジャニーズ事務所の歌手 1組目である。
両A面シングルである。

## 収録曲
1. さよならの祈り
  - 作詞：山上路夫 / 作・編曲：鈴木邦彦
2. 海に沈めて
  - 作詞：山上路夫 / 作・編曲：鈴木邦彦